# Естественный апоптоз
Есте́ственный апопто́з (физиологический апоптоз) — апоптоз, развивающийся в физиологических условиях.

## Классификация
Выделяют следующие варианты физиологического апоптоза:
1. Апоптоз эмбриогенеза
2. Апоптоз инволюции
3. Апоптоз дифференцировки (половых клеток, тимоцитов)
4. Апоптоз дефинитивных клеток
5. Апоптоз аберрантных (повреждённых) клеток
6. Апоптоз в организме новорождённых (неонатальный апоптоз).

## Апоптоз эмбриогенеза
Часть клеток эмбриона в ходе органогенеза погибает путём апоптоза. Так, например, формируются межпальцевые промежутки. Кроме того, в теле зародыша происходят интенсивные клеточные перемещения, сопровождающиеся неизбежными ошибками в виде избыточного накопления клеток в одних участках эмбриона, недостаточной их продукции в других или появления клеток с нехарактерным направлением дифференцировки. Избыточная клеточная масса также разрушается путём апоптоза.
Особенности апоптоза эмбриогенеза:
1. Часто (но не всегда) при апоптозе эмбриональных клеток процесс сопровождается аутофагией, которая не развивается  при апоптозе клеток в более поздние сроки онтогенеза. При этом происходит активация лизосом с последующей ферментативной деградацией разрушающейся клетки или апоптозных телец. Из органелл наиболее быстро деструкции подвергаются митохондрии. Однако несмотря на процессы аутофагоцитоза плазмалемма в апоптозных тельцах длительно остаётся неповреждённой.
2. Фагоцитоз апоптозных телец в организме эмбриона более продолжителен (несколько часов) в отличие от тканей взрослого организма, где апоптозные тельца обычно фагоцитируются в течение нескольких минут. Однако длительность фазы деградации апоптозных телец нельзя считать особенностью апоптоза эмбриогенеза; скорее она является особенностью функции фагоцитарных клеток в раннем онтогенезе.
По механизму апоптоз эмбриогенеза протекает как «отмирание по умолчанию». Гибель части клеток происходит вследствие недостаточного содержания в межклеточном матриксе морфогенетических молекул, являющихся факторами выживания для эмбриональных клеток. Для каждого типа клеток зародыша существуют определённые морфогенетические факторы, от концентрации которых зависит общая масса той или иной клеточной популяции.

### Патология апоптоза эмбриогенеза
Различают две формы патологии апоптоза эмбриогенеза: чрезмерно выраженный апоптоз эмбриогенеза и его недостаточность.
1. Чрезмерновыраженный апоптоз эмбриогенеза сопровождается дефицитом клеточной массы в тех или иных участках тела зародыша. Это может привести к формированию пороков развития в виде агенезии (полное отсутствие органа), аплазии (отсутствие органа при сохранении эмбрионального зачатка), врождённой гипоплазии (недоразвитие органа), атрезии (полное отсутствие канала или естественного отверстия) и врождённого стеноза (сужение канала или отверстия), а также тканевыми пороками, не всегда проявляющимися клинически, но создающими основу для возникновения различной приобретённой патологии в постнатальном онтогенезе.
2. Недостаточность апоптоза эмбриогенеза ведёт к возникновению двух типов тканевых пороков развития — гамартий и хористий.
Гамартии (от греч. ἁμαρτία ἡ = ἁμάρτημα, τος τό — ошибка, заблуждение, преступление; лат. hamartia) — избыточно развитый нормальный компонент ткани. Например, гемангиомы и пигментные невусы, хондромы (гамартохондромы) лёгкого являются типичными гамартиями.
Хористии (от греч. χωρίζω — отделять, отличать; χωρίς — отдельно) — появление в органе нехарактерных для него тканевых структур. Примерами наиболее распространённых хористий являются дермоидные кисты различной локализации и струма (зоб) яичника. В качестве синонима хористии нередко используется термин «гетеротопия», однако им обозначают не только тканевые изменения, сформировавшиеся во внутриутробном периоде, но и приобретённые в постнатальном онтогенезе, например, гетеротопия эндоцервикального эпителия на вагинальной порции шейки матки (эндоцервикоз).

## Апоптоз инволюции
При инволюции (физиологической атрофии) органов гибель их клеток происходит путём апоптоза. К физиологической атрофии относятся инволюция эмбриональных структур (в частности, провизорных органов), возрастная инволюция тимуса, постгравидарная инволюция эндометрия, инволюция секреторных отделов молочных желёз после периода лактации, атрофия половых желёз в климактерическом и постклимактерическом периодах и т.п.

### Патология апоптоза инволюции
Патология апоптоза инволюции проявляется в виде его недостаточной  или чрезмерной выраженности и лежит в основе дисхронии — нарушении темпов развития (ускорения их или замедления).
1. Вследствие недостаточности апоптоза инволюции происходит задержка (персистирование, персистенция) тканевых структур и органов в онтогенезе. Так, персистирование является одним из наиболее распространённых пороков развития, например, персистирование метанефрогенной бластемы в почке новорождённого, персистирование боталлова (артериального) протока или овального окна у ребёнка в возрасте старше 3 мес., персистирование эмбриональных щелей (дизрафия или арафия) с формированием расщелин губы, нёба, позвоночника, уретры.
Персистенция фолликула или жёлтого тела в яичниках приводит к нарушению менструально-овариального цикла и сопровождается маточными кровотечениями.
2. Редко встречающаяся форма патологии апоптоза инволюции — его чрезмерная выраженность. При этом ускорение процессов морфогенеза и дифференцировки приводит к преждевременной пренатальной инволюции и в дальнейшем к преждевременному старению всего организма или отдельных органов (прогерия).

## Апоптоз дифференцировки
Апоптоз дифференцировки — гибель части клеток органа путём апоптоза в процессе их созревания (дифференцировки). Наиболее выражен апоптоз дифференцировки в тимусе и в ткани половых желёз.
Апоптоз дифференцировки тимоцитов. На этапе антиген-независимой дифференцировки Т-лимфоцитов в вилочковой железе происходит их массовая гибель. По данным разных авторов от 90 до 99% поступающих в тимус лимфоцитов подвергаются апоптозу. Столь жёсткий отбор Т-клеток в ткани тимуса обусловлен потребностью иммунной системы в лимфоцитах с совершенно определённым фенотипом. Клетки, экспрессирующие на своей поверхности другие молекулы («запрещённые антигены») или с отсутствием требуемых цитолеммальных маркеров, разрушаются. Основную роль в выбраковке Т-клеток играют так называемые «клетки-няньки».
Апоптоз дифференцировки половых клеток. Созревание гамет (овоцитов и сперматозоидов) отличается от процесса дифференцировки соматических клеток прежде всего высокими требованиями к наличию сохранной ДНК. Половые клетки — единственные в многоклеточном организме клетки, способные активно противодействовать старению. Гаметогенез сопровождается своеобразным «омоложением» созревающих клеток. Таким образом в половых железах происходит не менее жёсткая селекция клеток по сравнению с тканью тимуса.
В яичках созревание гамет контролируют сустентоциты (клетки Сертоли), в яичниках — клетки фолликулярного эпителия. При микроскопическом изучении ткани яичка фигуры апоптоза особенно заметны, поскольку сперматозоиды созревают в огромных количествах. В ходе овогенеза на каждый зрелый овоцит приходится три клетки, погибающие путём апоптоза (редукционные тельца).
С возрастом ресурсы предшественников половых клеток с сохранным генотипом истощаются и гаметогенез прекращается. В женском организме угасание репродуктивной функции в норме происходит на протяжении нескольких лет вследствие строгого гормонального контроля, в мужском — растягивается на несколько десятилетий. Сперматогенный эпителий продолжает функционировать в старости, но при этом всё больше и больше дифференцирующихся половых клеток разрушаются путём апоптоза, поскольку среди них с возрастом уменьшается число клеток с сохранным генотипом. Поэтому в семенных канальцах пожилых и старых мужчин при отсутствии зрелых половых клеток выявляется множество фигур апоптоза.

### Патология апоптоза дифференцировки
Патология апоптоза дифференцировки проявляется как его недостаточностью, так и чрезмерной выраженностью.
1. При недостаточности апоптоза дифференцировки тимоцитов в циркуляцию из вилочковой железы могут поступить Т-клетки с аномальным фенотипом и, следовательно, с непредсказуемым поведением. В частности, такие Т-лимфоциты могут проявлять аутоагрессивные свойства (аутоагрессивные клоны иммуноцитов) и способствовать развитию аутоиммунных процессов.
Недостаточность апоптоза дифференцировки половых клеток приводит к формированию дефектных гамет (гаметопатии). Грубые дефекты в зрелых половых клетках, как правило, не передаются потомству, поскольку такие гаметы либо разрушаются путём апоптоза через некоторое время после созревания, либо оказываются неспособными к формированию зиготы, либо зигота, сформированная при их участии, погибает на том или ином этапе своего развития.
2. Чрезмерно выраженный апоптоз дифференцировки сопровождается интенсивной гибелью тимоцитов или половых клеток, что приводит соответственно к недостаточности клеточного иммунитета (иммунодефицитное состояние) или к бесплодию.

## Апоптоз дефинитивных клеток
Отдельные клетки, как и организм в целом, подвергаются старению. Такие клетки называют дефинитивными клетками, или клетками в состоянии терминальной (конечной) дифференцировки. Каждый дифферон имеет свои дефинитивные клетки. Например, фиброциты — дефинитивные клетки фибробластического дифферона, гранулоциты крови и макрофаги — миеломоноцитарного дифферона, хондроциты и остеоциты — дефинитивные клетки соответственно хондро- и остеобластического дифферонов и т.п. Клетки, находящиеся в состоянии терминальной дифференцировки разрушаются, как правило, путём апоптоза.

## Апоптоз аберрантных клеток
Апоптоз аберрантных клеток можно рассматривать как наиболее важный вариант естественного апоптоза, т.к. благодаря ему устраняются мутантные, в том числе диспластические, клетки, а также клетки, инфицированные вирусами.

### Патология апоптоза аберрантных клеток
Патология апоптоза аберрантных клеток проявляется его недостаточностью.
1. Недостаточный апоптоз диспластических клеток (промалигницитов) — клеток, претерпевающих злокачественную трансформацию,— лежит в основе развития злокачественных новообразований.
2. Недостаточность апоптоза вирус-инфицированных клеток обусловлена специфическим влиянием вирусов на клеточные механизмы реализации программы апоптоза. Вирусы, особенно ДНК-содержащие, поражая клетку, блокируют эти механизмы. Тем самым они обеспечивают возможность использовать клеточные системы синтеза биополимеров для собственной репликации или геном клетки для длительного хранения своих копий (персистенция вируса).

## Неонатальный апоптоз
В первые дни жизни новорождённого происходит интенсивная гибель клеток, прежде всего клеток кроветворной ткани (миелоидной и лимфоидной). Эта гибель протекает по механизму апоптоза. Она обусловлена последствиями родового стресса.

### Родовый стресс
Родовый стресс является одним из наиболее выраженных форм стресс-синдрома, испытываемых человеком на протяжении всей жизни. Как и любой другой стресс, родовый стресс сопровождается повышением в организме уровня глюкокортикоидов, которые активируют программу апоптоза, прежде всего в клетках лимфоидной ткани. Проапоптозное действие глюкокортикоидов у новорождённых можно рассматривать как побочный эффект родового стресса.
Поскольку вызванные в ходе неонатального апоптоза изменения в организме новорождённого не приводят к развитию патологических процессов, данную форму клеточной гибели целесообразно рассматривать в качестве варианта естественного апоптоза.

#### Мочекислый диатез и мочекислый инфаркт
При распаде нуклеиновых кислот разрушающихся клеток в значительном количестве образуются ураты (мочевая кислота и её соли), откладывающиеся в ткани почек в виде оранжевых полос, сходящихся у вершины сосочка пирамид. Такое состояние было названо мочекислым инфарктом. Его расценивают как проявление мочекислого диатеза (нарушения обмена мочевой кислоты) и относят к так называемым «пограничным транзиторным состояниям раннего неонатального периода».
Термин «инфаркт» в данном случае не является обозначением формы некроза. Первоначально этим понятием пользовались для описания участков более светлых оттенков на фоне неизменённой ткани органа; при этом возникало впечатление, что орган наполнен, нафарширован какой-то инородной массой (лат. infarctus — наполненный, фаршированный, набитый). Позднее термин «инфаркт» стал синонимом сосудистого некроза, однако несколько прежних понятий в патологической анатомии сохранились до сих пор, например, «мочекислый инфаркт» и «билирубиновый инфаркт».